# Emerita Augusta

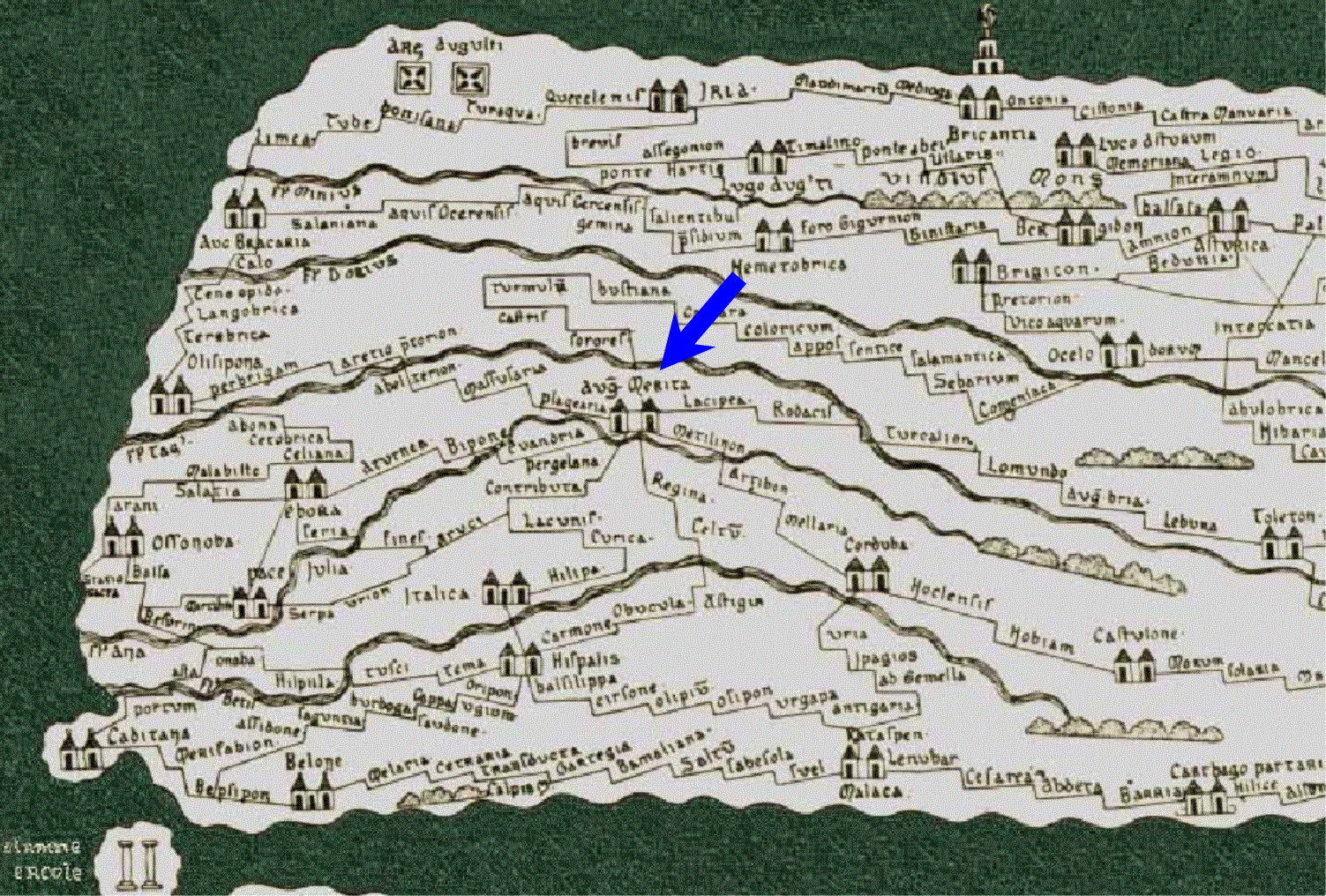
Emerita Augusta op een reconstructie van de Peutingerkaart

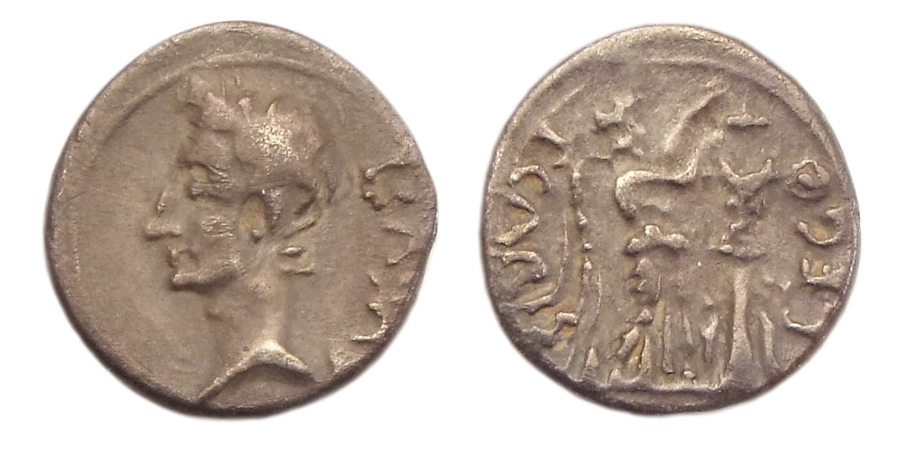
Quinarius van Keizer Augustus, geslagen in Emerita Augusta, 25-23 vChr., Legaat P. Carisius.

Emerita Augusta was een belangrijke Romeinse stad in de provincie Hispania Lusitania. Na de Romeinse tijd ontwikkelde de stad zich tot het huidige Mérida.

## Geschiedenis
Emerita Augusta is gesticht in 25 v.Chr. in opdracht van keizer Augustus. In ditzelfde jaar creëerde Augustus de Romeinse provincie Hispania Lusitania waar Emerita Augusta de hoofdstad van werd. Augustus stichtte de stad voor zijn veteranen uit de legioenen V Alaudae en X Gémina.
Emerita Augusta was zeer strategisch gelegen tussen vruchtbare valleien en was goed verdedigbaar. De stad lag aan de Calzada de la Plata, een belangrijke weg die Hispania van noord naar zuid doorkruiste. Het was tevens een knooppunt voor andere wegen die naar Lissabon, Córdoba en Zaragoza liepen. Langs de stad stroomt de rivier Guadiana waarover een belangrijke brug werd gebouwd. Emerita Augusta groeide uit tot een van de belangrijkste steden in het Romeinse Rijk. Het was eeuwenlang een belangrijk juridisch, economisch, militair en cultureel centrum. De stad werd door drie aquaducten van water voorzien.

## Monumenten
In Mérida zijn vele Romeinse bouwwerken bewaard gebleven. Deze monumenten zijn in 1993 door UNESCO op de Werelderfgoedlijst geplaatst.
De belangrijkste monumenten zijn:
- El Puente Romano, de Romeinse brug over de rivier de Guadiana. Deze brug heeft 60 bogen en overspant een afstand van 792 meter, waarmee het de grootste bewaard gebleven Romeinse brug is. De brug is nog steeds in gebruik door voetgangers.
- De Romeinse brug over de rivier de lbarregas. Deze is met 145 meter veel minder lang dan El Puente Romano en werd in dezelfde tijd gebouwd. De brug maakt deel uit van de Cardo Maximus, een van de hoofdwegen van de oude stad en deel van de Calzada de la Plata.
- De zogenaamde Los Milagros- en San Làzaro-aquaducten, waarvan grote delen nog intact zijn. Het Los Milagros-aquaduct is 25 meter hoog en 830 meter lang.
- Het Romeinse theater. Dit theater is gebouwd in opdracht van Marcus Vipsanius Agrippa en werd vermoedelijk rond 15 v.Chr. in gebruik genomen. De scaena van dit theater met zijn marmeren zuilen is grotendeels intact en wordt als een van de mooiste van Europa beschouwd. Het theater bood vroeger plaats aan maximaal 6.000 bezoekers. Na een grote verbouwing wordt het theater weer voor zijn oorspronkelijke doel gebruikt en worden er weer diverse voorstellingen gegeven.
- Het Amfitheater van Mérida. Deze arena is in 8 v.Chr. ingewijd. Hier werden de gladiatorengevechten gehouden. Het amfitheater had drie ringen waarvan de onderste bewaard is gebleven. Het bood plaats aan 16.000 toeschouwers.
- Het Circus Maximus, vernoemd naar het beroemde Circus Maximus in Rome. Dit circus werd voornamelijk gebruikt voor wagenrennen. Het werd vermoedelijk in de 1e eeuw onder keizer Tiberius gebouwd. Het circus is 400 meter lang en 100 meter breed. In het midden ligt het restant van de spina, die 223 meter lang en 8,5 meter breed is. Het circus bood plaats aan 30.000 toeschouwers. Vanwege de enorme afmetingen was het buiten de stadsmuur gebouwd.
- Het Mithraeum of "Taurobolium", een tempel gewijd aan de god Mithras.
- De tempel van Diana. Deze tempel was gelegen aan het centrale plein van de stad, het Forum, en was oorspronkelijk een tempel gewijd aan de keizercultus waarin de overleden Romeinse keizers als goden werden vereerd. De tempel is bewaard gebleven omdat het tijdens de Renaissance in een paleis werd geïntegreerd.
- De restanten van het Forum, met een triomfboog ter ere van keizer Trajanus.
- Diverse Romeinse huizen zijn opgegraven waarbij goed bewaard gebleven mozaïekvloeren zijn blootgelegd.

## Afbeeldingen

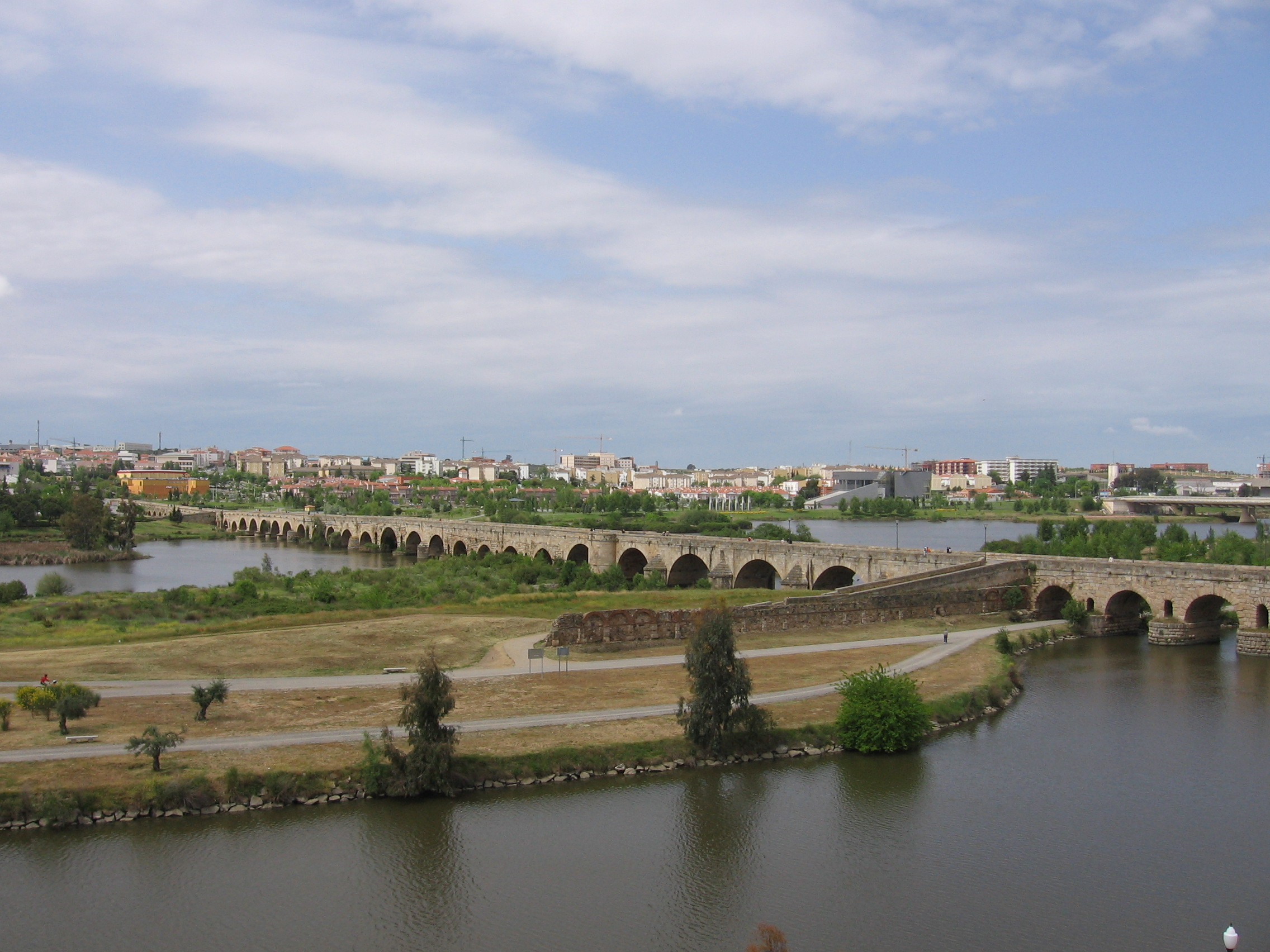
De Romeinse brug over de Guadiana
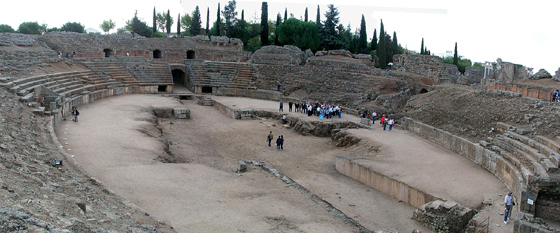
Het amfitheater
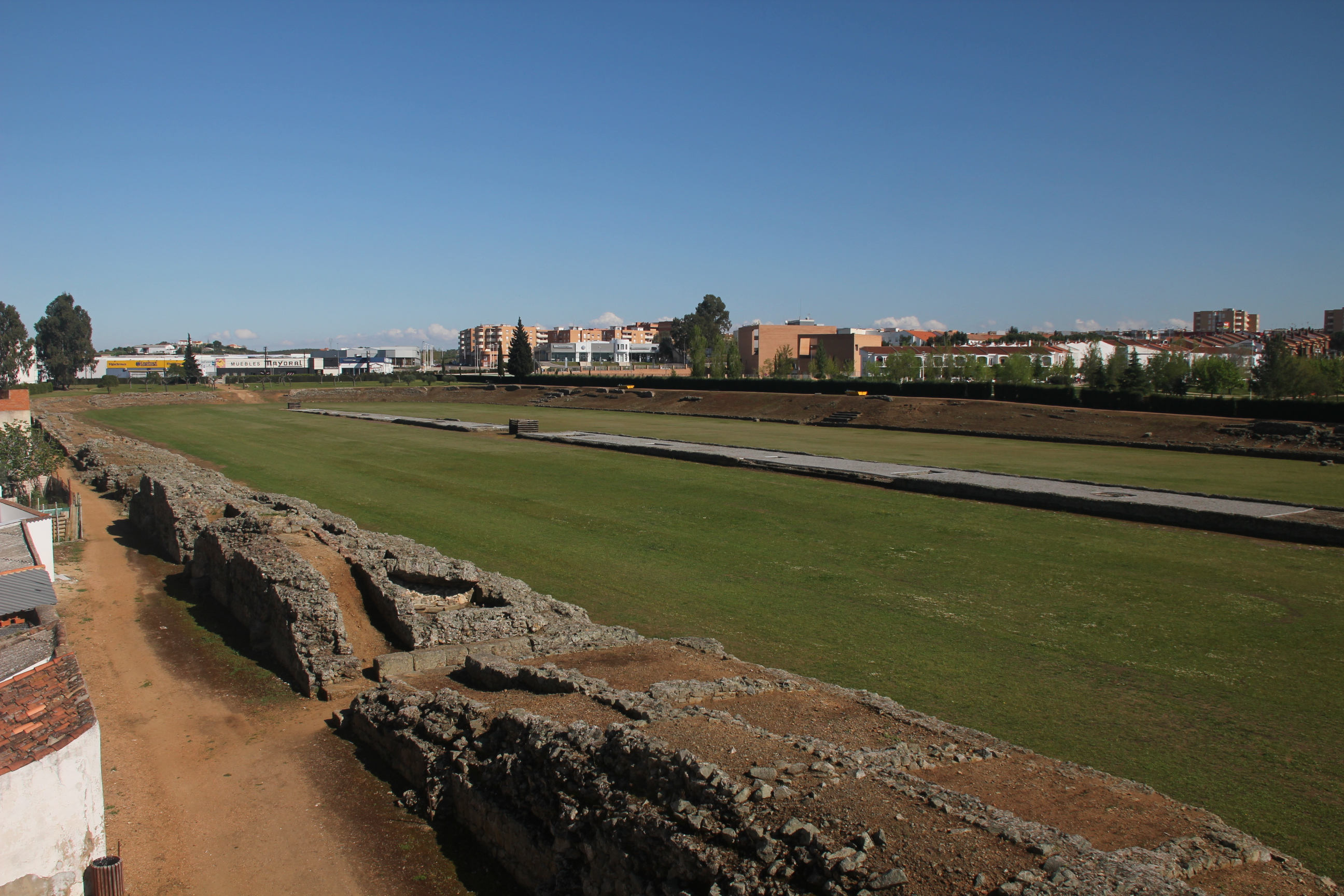
Het Circus Maximus
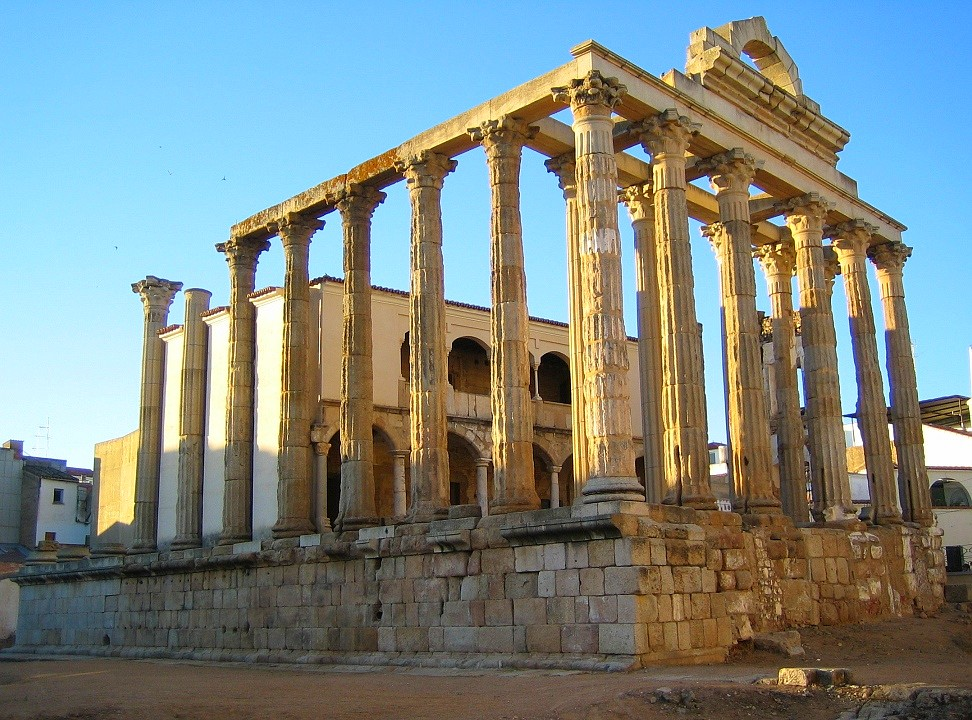
De Tempel van Diana